# Smethcott
Smethcott est une paroisse civile du Shropshire, en Angleterre.